# Abba Arika
Abba Arika (in aramaico talmudico אבא אריכא; Abba bar Aybo, 175 – 247) è stato un rabbino babilonese, dotto commentatore della legge orale (Rosh Yeshiva) del terzo secolo d.C..
Visse a Babilonia e fondò a Sura lo studio sistematico delle tradizioni rabbiniche, che, con la Mishnah come testo di riferimento, portò alla compilazione del Talmud. È noto per essere il primo amora (אמורא in aramaico, colui che dice) babilonese. Con lui iniziò il lungo periodo di crescita delle grandi accademie in Babilonia (Oesterley & Box 1920), intorno all'anno 220 d.C. 
È comunemente citato nel Talmud come Rav (o Rab, in ebraico: רב).

## Inizio dell'epoca del Talmud
Negli annali delle scuole Babilonesi, l'anno dell'arrivo di Abba Arika viene considerato il punto di inizio della cronologia dell'era del Talmud. Era l'anno 530 del calendario Seleucide, o l'anno 219 dell'era comune.
Come scena della sua attività, Rav scelse inizialmente Nehardea, dove l'esiliarca eleggeva i suoi emissari economici (agoranomos) e Rabbi Shela lo fece insegnante (Amora) della sua scuola(Jerusalem Talmud Bava Batra v. 15a; Yoma, 20b).
In seguito si spostò a Sura sull'Eufrate, dove fondò una scuola propria, che presto divenne il centro degli ebrei a Babilonia. Come stimato insegnante della Legge e con un grosso numero di discepoli provenienti da tutte le zone di diffusione dell'ebraismo, Rav visse a Sura fino alla sua morte.
Samuel, un altro discepolo di Jehuda I, allo stesso tempo portò all'accademia di Nehardea un periodo di prosperità. Di fatto, fu tuttavia alla scuola di Rav che la sapienza ebraica a Bablonia trovò il suo centro permanente. L'attività di Rav rese Babilonia indipendente dalla Terra d'Israele, e le diede una posizione predominante che era destinata ad occupare per diversi secoli.
Il metodo di studio del materiale tradizionale al quale il Talmud deve la sua origine, fu stabilito a Babilonia da Rav. Questo metodo pone la Mishnah di Judah ha-Nasi come fondamento, e vi aggiunge altre tradizioni tannaitiche, derivando da queste due fonti le spiegazioni teoriche e le applicazioni pratiche della Legge religiosa.
Le opinioni rituali e legali ivi raccolte a nome di Rav, e le sue dispute con Samuel costituiscono il corpo principale del Talmud. I suoi numerosi discepoli—alcuni tra i quali furono molto influenti e che, per la maggior parte, erano anche discepoli di Samuel—amplificarono e continuarono il lavoro di Rav.
Nelle scuole Babilonesi, Rav era indicato con l'appellativo "il nostro grande maestro", 
Egli esercitò anche una grande influenza sulle condizioni morali e religiose della sua terra natia, non solo indirettamente attraverso l'erudizione lasciata ai suoi discepoli, ma direttamente - tramite la fermezza con cui represse gli abusi in materia di matrimonio e divorzio e denunciò l'ignoranza e la negligenza in materia di osservanza dei precetti rituali.

## Biografia
Poco sappiamo della posizione sociale e della storia personale di Rav. Che fu ricco sembra tuttavia probabile, visto che sembra si sia occupato per un periodo di commercio e in seguito di agricoltura (Hullin 105a). 
Fu altamente considerato sia dai Gentili che dagli Ebrei di Babilonia, come è provato dalla amicizia che lo legò all'ultimo re dei Parthi, Artaban (Talmud, Trattato Avodah Zarah 10b). Egli fu profondamente scosso dalla morte di Artaban (226) e dal seguente declino della dinastia Arsacida; non pare tuttavia che avesse ricercato l'amicizia con Ardeshir, fondatore della dinastica Sassania, al contrario di Samuel di Nehardea. 
Rav divenne strettamente legato, tramite il matrimonio di una delle figlie, alla famiglia dell'esiliarca.
I nipoti, Mar Ukba e Nehemiah, furono considerati appartenenti alla più nobile aristocrazia. Rav ebbe molti figli, molti dei quali vengono menzionati nel Talmud; il più noto è senz'altro il maggiore, Chiyya. Quest'ultimo non successe al padre nella direzione dell'accademia: il posto andò al discepolo di Rav, Rav Huna. 
Due dei nipoti, tuttavia, occuparono consecutivamente la posizione di esiliarca (Hullin 92a). Rav morì in età anziana, pianto lungamente da numerosi discepoli e dall'intera comunità ebraica di Babilonia, che aveva innalzato da una posizione di relativa insignificanza intellettuale al ruolo di centro spirituale del giudaismo (Shabbat 110a, Mo'ed Katan 24a).

## Insegnamenti etici
Rab, secondo la tradizione (Talmud, Trattato Ḥul. 110a), trovò uno spazio aperto e trascurato e lo circondò da una siepe, fondando così la sua scuola di studio.
Una attenzione speciale fu da lui posta alla definizione della liturgia sinagogale. Si reputa che egli sia infatti l'autore di una delle composizioni più belle del breviario ebraico, il servizio di Musaf del Capo d'Anno.
In questa nobile preghiera si evincono un sentimento religioso profondo e un pensiero sublime, accanto all'abilità di usare la lingua ebraica in un modo naturale e al tempo stesso espressivo e di stampo classico (Yer. R. H. i. 57a). 
Una simile abilità traspare dai molti sui detti omiletici ed etici (haggadistici) riportati nel Talmud. 
1. Come haggadista, Rav non è uguagliato da nessuno degli altri Amoraim Babilonesi. È l'unico dei maestri Babilonesi i cui detti di genere di Haggadah gareggiano in numero e contenuto con quelli dei maestri ebrei della Terra d'Israele. Il Talmud di Gerusalemme ha raccolto un grande numero delle sue sentenze halakiche e haggadistiche, così come molte delle sue Haggadot sono contenute nei Midrashim.
2. Rab pronunciò anche diversi discorsi omiletici, sia nella scuola (bet hamidrash) che in sinagoga. Amava in modo speciale "occuparsi" nelle sue omelie di eventi della storia biblica e personaggi biblici. Molti tra i bei commenti, genuinamente poetici, del racconto biblico - che fanno ora parte del patrimonio tradizionale Haggadico, sono creazioni di Rav. La sua Haggadah è particolarmente ricca di pensieri sulla vita morale e sulle relazioni tra gli esseri umani.

Questa voce incorpora del testo tradotto dalla 
Enciclopedia Ebraica, una pubblicazione di pubblico dominio.